# Escândalo Whitewater

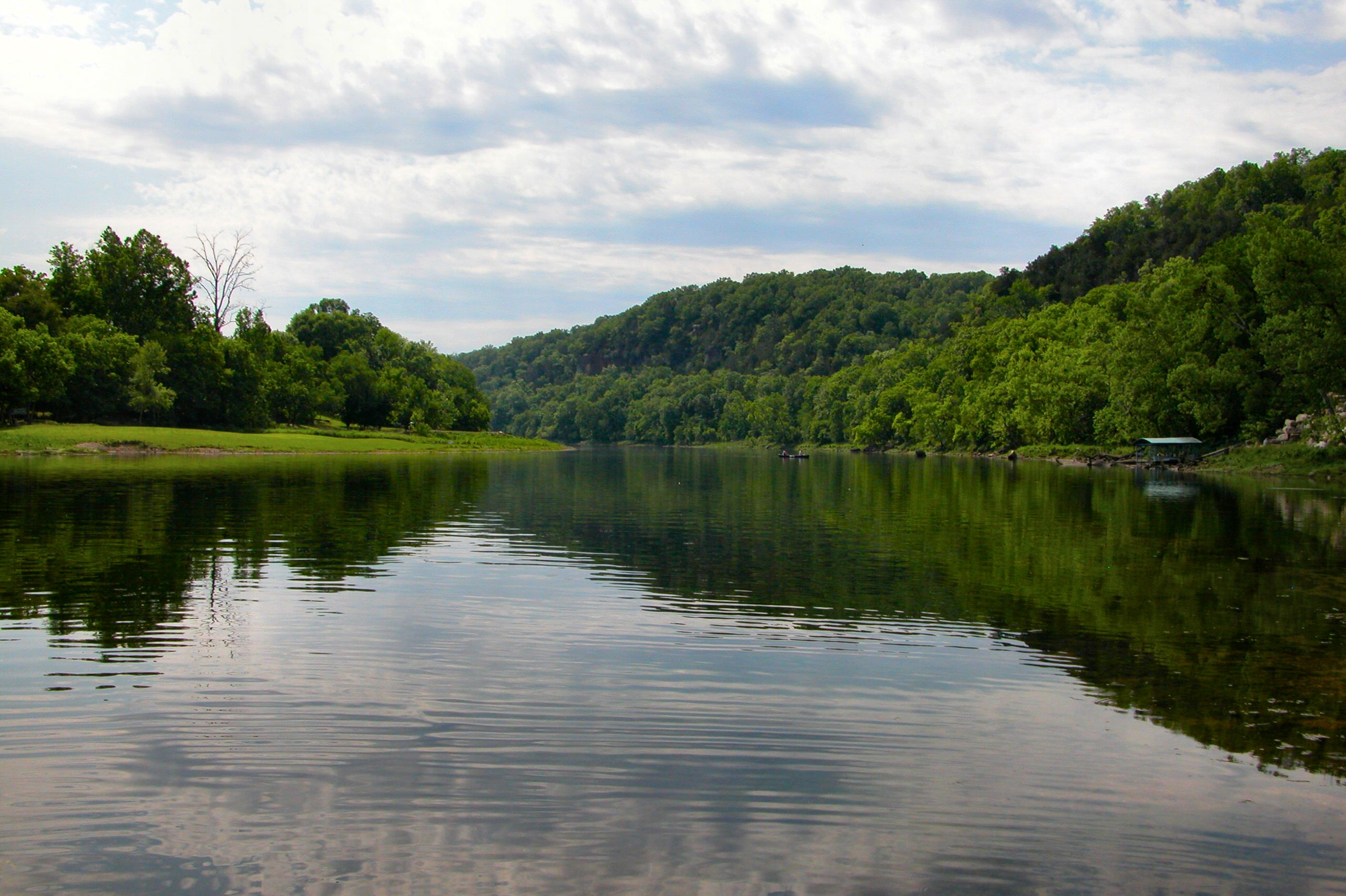
Foto de White River perto de Flippin.

A Controvérsia Whitewater, escândalo Whitewater, Whitewatergate, ou simplesmente Whitewater, foi uma controvérsia política norte-americana durante a década de 1990. Começou com uma investigação sobre os investimentos imobiliários de Bill e Hillary Clinton e seus associados, Jim McDougal e Susan McDougal, na Whitewater Development Corporation. Este empreendimento comercial fracassado foi incorporado em 1979 com o objetivo de desenvolver propriedades de férias em terras ao longo do Rio Branco, perto de Flippin, Arkansas.
Um artigo do New York Times de março de 1992 publicado durante a campanha presidencial dos Estados Unidos em 1992 relatou que os Clintons, então governador e primeira-dama do Arkansas, haviam investido e perdido dinheiro na Whitewater Development Corporation. O artigo despertou o interesse de L. Jean Lewis, um investigador da Resolution Trust Corporation que estava investigando o fracasso da Madison Guaranty Savings and Loan, também de propriedade de Jim e Susan McDougal.
Lewis procurou conexões entre a empresa de poupança e empréstimo e os Clintons, e em 2 de setembro de 1992, ela apresentou uma referência criminal ao FBI nomeando Bill e Hillary Clinton como testemunhas no caso Madison Guaranty. O procurador de Little Rock, Charles A. Banks, e o FBI determinaram que a referência não tinha mérito, mas Lewis continuou a perseguir o caso. De 1992 a 1994, Lewis emitiu várias referências adicionais contra os Clintons e ligou repetidamente para o Gabinete do Procurador dos EUA em Little Rock e o Departamento de Justiça sobre o caso.  Suas referências eventualmente se tornaram de conhecimento público, e ela testemunhou perante o Comitê de Whitewater do Senado em 1995.
David Hale, a fonte das alegações criminais contra os Clintons, alegou em novembro de 1993 que Bill Clinton o havia pressionado a fornecer um empréstimo ilegal de US$ 300 000 a Susan McDougal, parceira dos Clintons no acordo de terras de Whitewater. As alegações foram consideradas questionáveis porque Hale não mencionou Clinton em referência a este empréstimo durante a investigação original do FBI sobre Madison Guaranty em 1989; somente depois de ser indiciado em 1993, Hale fez acusações contra os Clintons. Uma investigação da Comissão de Valores Mobiliários dos EUA resultou em condenações contra os McDougals por seu papel no projeto Whitewater. Jim Guy Tucker, sucessor de Bill Clinton como governador, foi condenado por fraude e sentenciado a quatro anos de liberdade condicional por seu papel no assunto. Susan McDougal cumpriu 18 meses de prisão por desacato ao tribunal por se recusar a responder a perguntas relacionadas a Whitewater.
Nem Bill Clinton nem Hillary Clinton foram processados, depois que três inquéritos separados encontraram evidências insuficientes que os ligavam à conduta criminosa de outros relacionados ao negócio de terras. O assunto foi tratado pelo advogado independente de Whitewater, o republicano Kenneth Starr. A última dessas indagações veio do último Conselheiro Independente, Robert Ray (que substituiu Starr) em 2000. Susan McDougal foi perdoada pelo presidente Clinton antes de deixar o cargo.